# Henry Øberg
Henry Øberg (Tønsberg, 1931 – 2011. november 23.) norvég nemzetközi labdarúgó-játékvezető.

## Pályafutása

### Nemzeti kupamérkőzések
Vezetett kupadöntők száma: 1.

#### Norvég Kupa
A Norvég Labdarúgó-szövetség JB szakmai munkájának elismeréseként megbízta a döntő találkozó koordinálásával.
| Időpont           | Helyszín               | Mérkőzés típusa | Mérkőzés      | Eredmény | Nézők száma |
| ----------------- | ---------------------- | --------------- | ------------- | -------- | ----------- |
| 1968. október 27. | Ullevaal Stadion, Oslo | döntő           | Lyn–Mjøndalen | 3 : 0    | 21 101      |

### Nemzetközi játékvezetés
A Norvég labdarúgó-szövetség Játékvezető Bizottsága (JB) 1966-ban terjesztette fel nemzetközi játékvezetőnek, a Nemzetközi Labdarúgó-szövetség (FIFA) bíróinak keretébe. Több nemzetek közötti válogatott és klubmérkőzést vezetett. A norvég nemzetközi játékvezetők rangsorában, a világbajnokság-Európa-bajnokság sorrendjében többedmagával a 8. helyet foglalja el 3 találkozó szolgálatával. Az aktív nemzetközi játékvezetéstől 1978-ban búcsúzott.

#### Világbajnokság
A világbajnoki döntőhöz vezető úton Németországba a X., az 1974-es labdarúgó-világbajnokságra a FIFA JB játékvezetőként alkalmazta.
| Időpont              | Helyszín                       | Mérkőzés típusa           | Mérkőzés             | Eredmény | Nézők száma |
| -------------------- | ------------------------------ | ------------------------- | -------------------- | -------- | ----------- |
| 1972. november 18.   | Lansdowne Road Stadion, Dublin | előselejtező (9. csoport) | Írország–Szovjetunió | 1 : 2    | 27 656      |
| 1973. szeptember 26. | Hampden Park Stadion, Glasgow  | előselejtező (8. csoport) | Skócia–Csehszlovákia | 2 : 1    | 95 786      |

#### Európa-bajnokság
Az európai-labdarúgó torna döntőjéhez vezető úton Belgiumba a IV., az 1972-es labdarúgó-Európa-bajnokságra az UEFA JB játékvezetőként foglalkoztatta.
| Időpont         | Helyszín                       | Mérkőzés típusa           | Mérkőzés          | Eredmény | Nézők száma |
| --------------- | ------------------------------ | ------------------------- | ----------------- | -------- | ----------- |
| 1971. május 30. | Dalymount Park Stadion, Dublin | előselejtező (6. csoport) | Írország–Ausztria | 1 : 4    | 14 674      |

#### Olimpia
Az 1972. évi nyári olimpiai játékok labdarúgó tornájának mérkőzésein a FIFA JB bírói szolgálat ellátásával bízta meg.
| Időpont             | Helyszín                     | Mérkőzés típusa         | Mérkőzés                  | Eredmény | Nézők száma |
| ------------------- | ---------------------------- | ----------------------- | ------------------------- | -------- | ----------- |
| 1972. augusztus 29. | Központi Stadion, Ingolstadt | selejtező (A. csoport)  | Malájzia–USA              | 3 : 0    | 3 000       |
| 1972. szeptember 5. | Rosenau Stadion, Augsburg    | középdöntő (2. csoport) | Szovjetunió–Lengyelország | 1 : 2    | 5 000       |